# Харси (зупинний пункт)
Харси (біл. Харсы) — пасажирський залізничний зупинний пункт Берестейського відділення Білоруської залізниці на неелектрифікованій лінії Берестя-Південний — Влодава між зупинними пунктами Липинки та Приборове. Розташований у селі Харси Берестейського району Берестейської області.